# Neue Nationalgalerie
Det Neue Nationalgalerie (dansk: Nye Nationalgalleri) er et museum for moderne kunst i Berlin, beliggende i Kulturforum i Tiergarten. Museet beskæftiger sig primært med kunst fra det 20. århundrede. Det er en del af Nationalgalerie i Berlins Statsmuseer (tysk: Staatliche Museen zu Berlin). Museumsbygningen og skulpturhaven er udført af Ludwig Mies van der Rohe og åbnede i 1968.
Museet lukkede i 2015 for at undergå "flere års renovering".